# Ernest Riedel
Ernest W. "Ernie" Riedel, född 13 juli 1901 i New York, död 26 mars 1983, var en amerikansk kanotist.
Riedel blev olympisk bronsmedaljör i K-1 10000 meter vid sommarspelen 1936 i Berlin.